# 4 ماتك

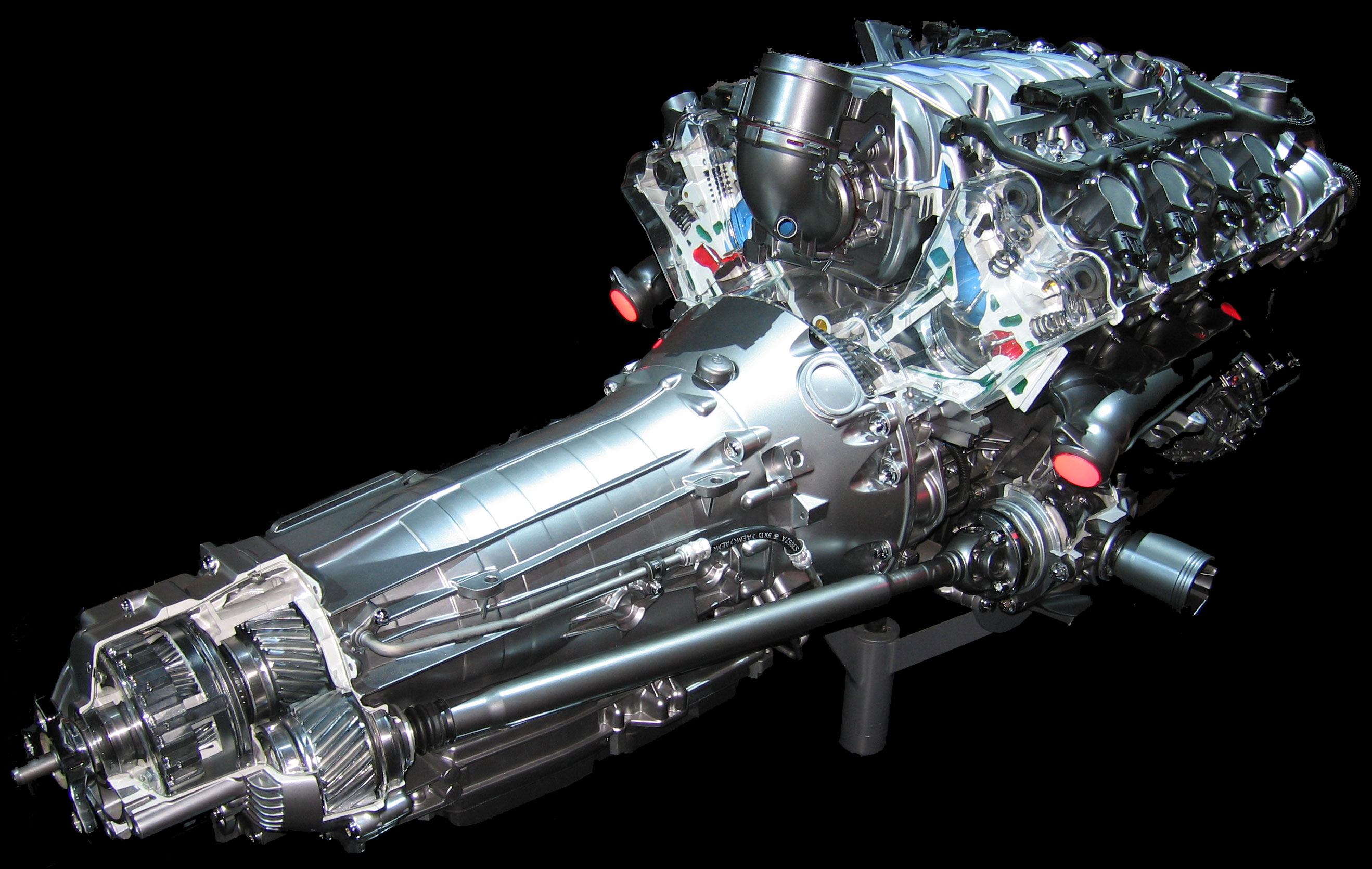
علبة تروس نظام ال4 ماتك ومحرك ثماني الإسطوانات

4 ماتك (بالإنجليزية: 4MATIC)‏ (يُشير إلى "All Wheel Drive" ويعني نظام الدفع الكلي) هو الاسم التسويقي لنظام الدفع الرباعي الذي طورته مرسيدس بنز. حيث أنه مصمم ليعمل على تفعيل وتناوب الطاقة والحركة في العجلات الخلفية والامامية كل على حدة بشكل أوتوماتيكي على حسب الحاجة في حال تغير الأسطح أو الظروف المناخية كالسير على الطرق الجليدية أو الرمال ليمنع الانزلاق ويعطيك التحكم المطلق في السيارة.
يكون العزم عادة متمركز في العجلات الأمامية إلا إذا حدث تغير مفاجئ مثل الانعطاف الحاد على الطريق فإذا أفلتت إحدى العجلات الخلفية يقوم هذا النظام بكبح هذه العجلة وإرسال طاقة إضافية إلى العجلة الأخرى لكي لا تفقد التحكم في جزء السيارة الخلفي، كذلك هو الحال في الجزء الأمامي.

## وصف
طُور نظام الدفع الرباعي بالاشتراك مع شتاير دايملر بوخ (حاليًا ماجنا شتاير)، الذي صنع مرسيدس-بنز الفئة جي في النمسا.
تقترن جميع سيارات مرسيدس-بنز تقريبًا التي تتميز بهذا النظام بناقل حركة أوتوماتيكي باعتباره ناقل الحركة الافتراضي. تم تقديم التصميم الأول لنظام 4Matic في عام 1987 على سلسلة مرسيدس بنز دبليو 124 (الفئة إي) الصالون (أربعة أبواب) والسيارات (واجن ستيشن).

## التوفر
يتوفر الجيل الثاني والثالث من أنظمة 4Matic حاليًا في الفئة إيه والفئة بي والفئة سي والفئة إي والفئة جي والفئة إس (والفئة السابقة CL) والفئة GLA والفئة GLK (" GLC ") وML-Class (" GLE ") وGL-Class (" GLS ") وGT CLA-Class وCLS-Class وفيتو.

## روابط خارجية
- تفاصيل نظام 4MATIC على موقع العلاقات العامة لشركة Daimler
- نظام 4MATIC على موقع مرسيدس في الولايات المتحدة الأمريكية